# Achim Zedler
Achim Zedler (* 1962) ist ein ehemaliger deutscher Basketballspieler.

## Laufbahn
Achim Zedler nahm im Juli 1979 mit der bundesdeutschen Kadettennationalmannschaft an der im syrischen Damaskus ausgetragenen Europameisterschaft dieser Altersklasse teil. Die Mannschaft wurde dort Vierte, eine bis dahin von keiner deutschen Basketballnationalmannschaft erreichte Platzierung. Er wechselte 1982 vom Zweitligisten TV Ibbenbüren zum Bundesligisten MTV Gießen und 1984 innerhalb der Liga zu den BC Giants Osnabrück. Anschließend spielte Zedler beim VfL Marburg und wechselte 1986 zum TV Langen und damit in die Bundesliga zurück.
Beruflich war er als Facharzt für Orthopädie tätig. Beim Naturschutzbund Deutschland (NABU) war Zedler bis 2017 Vorsitzender des Kreisverbandes Gießen und später Vereinssprecher. Insgesamt 35 Jahre ist er beim NABU ehrenamtlich in Gremien und in die Vorstandsarbeit tätig.
Im Altherrenalter nahm Zedler mit den Gießen Pointers an Deutschen Seniorenmeisterschaften teil und spielte auch auf internationaler Ebene. Unter anderem gewann er mit der deutschen Ü55-Auswahl 2017 die Bronzemedaille bei der Weltmeisterschaft.